# Estación de Reuilly - Diderot
Reuilly - Diderot es una estación de las líneas 1 y 8 del metro de París, situada en el XII Distrito de la ciudad.

## Historia
La estación se abrió con el nombre de Reuilly en 1900 algo más tarde que la mayoría de las estaciones de la línea 1. El nombre corresponde al de una antigua aldea que desapareció con la prolongación de la Calle Faubourg Saint-Antoine.
En 1931, al prolongarse la línea 8 hasta la Puerta de Charenton la estación cambió de nombre al actual rindiendo homenaje al famoso filósofo de la ilustración Denis Diderot, responsable junto a Jean d'Alembert de la creación de la enciclopedia.

## Descripción

### Estación de la línea 1
Se compone de dos andenes laterales de 105 metros de longitud y de dos vías.
Está diseñada en bóveda elíptica revestida completamente de los clásicos azulejos blancos biselados del metro parisino.
Su iluminación ha sido renovada en el 2010, como el resto de la estación,  empleando el modelo vagues (olas) con estructuras casi adheridas a la bóveda que sobrevuelan ambos andenes proyectando la luz en varias direcciones.
La señalización por su parte usa la moderna tipografía Parisine LED donde el nombre de la estación aparece en letras blancas sobre un panel metálico de color azul.
Por último, los asientos de la estación son los modernos Coquille o Smiley, unos asientos en forma de cuenco inclinado para que parte del mismo pueda usarse como respaldo y que poseen un hueco en la base en forma de sonrisa.
Como toda las estaciones de la línea 1 dispone de puertas de andén.

### Estación de la línea 8
Se compone de dos andenes laterales de 105 metros de longitud y de dos vías.
Fue renovada en el 2008 y es idéntica a la de la línea 1. 

## Accesos
La estación dispone de cuatro accesos:
- Acceso 1: bulevar Diderot, 116
- Acceso 2: Bulevar Diderot, 118
- Acceso 3: bulevar Diderot, 73
- Acceso 4: bulevar Diderot, 90